# 少額投資非課税制度
少額投資非課税制度（しょうがくとうしひかぜいせいど、NISA = ニーサ）とは、資産運用に関する制度の1つであり、インカムゲインおよびキャピタルゲインに課す税率が、一定の制限の元で非課税となる制度である。制度の対象となる商品は、投資信託、国内株式、外国株式の3つ。
本制度の根拠法令は租税特別措置法で、所管行政機関は金融庁である。
金融機関において、本制度を活用して投資を行う場合、NISA口座（非課税管理勘定）を通常の取引口座（一般口座又は特定口座）とは別に開設する必要がある。
NISAは、個人型確定拠出年金（iDeCo）と並んで、2つの代表的な非課税制度のうちの1つである。（他の例：エンジェル投資におけるプレシード・シード特例）

## 概要
日本における個人の株式や投資信託の売買から生じる所得への課税を、この少額投資非課税制度が適用される口座（以下、非課税口座）において投資を行った場合、譲渡所得と配当所得が制度にしたがって非課税になる制度である。名称はNippon Individual Savings Accountの略から取られたもので、日本経済新聞によると黒木瞳が名付け親である。
イギリスにおいて、居住者に対する類似の少額投資を優遇する制度（非課税制度）として、個人貯蓄口座（Individual Savings Account、略称ISA）が1999年6月にスタートした。日本の非課税口座は、このイギリスの口座と制度を参考に作られ、日本版ISAと呼ばれることもあった。ただし、NISAはイギリスのISAに倣ったとはいえ、本家本元に比べると投資できる対象が限定されていて、ISAとは様々な違いがある。
2013年（平成25年）4月、日本証券業協会や全国銀行協会などが組織する「日本版ISA推進連絡協議会」は、この新制度口座の愛称の募集を行い、7,000件を超える応募の中から、50代男性が応募したNISA（ニーサ）に決定した。なお、NISAのNはNipponを意味している。
NPO法人確定拠出年金教育協会は2014年（平成26年）からNISAが開始されたことから、その内容を広めるのを目的に2と13で「ニーサ」と読む語呂合わせから毎年2月13日を「NISA（ニーサ）の日」として一般社団法人日本記念日協会に記念日の登録をした。

## 歴史
2003年（平成15年）1月に5年間の時限措置で、上場株式などの配当や売却益にかかる税率は、本来の20%から10%に軽減される制度が導入され、延長が行われたが、2013年（平成25年）12月に打ち切ることになったことや、個人の金融資産を他国と比べて突出している預金から株式投資へシフトさせ、さらなる経済成長を企図する意味合いもあり、2014年（平成26年）1月から、年間限度額を100万円として開始された。
2016年以降、年間の非課税投資額上限を120万円に拡大。
2023年まで、NISAには一般NISA、つみたてNISA及びジュニアNISAの3種類があり、それぞれ対象年齢や非課税期間や投資可能上限額、投資対象に差異があった。
2023年1月23日、岸田文雄内閣が打ち出した資産所得倍増プランに関する施策の一環で、2024年投資分より非課税期間の恒久化及び投資上限額の拡充が図られた。
2025年3月19日、日本証券業協会は、1〜2月のNISAを通じた大手証券会社10社の買い付け額が3.8兆円だったと発表した。政府が27年までの目標として掲げた56兆円を超えたことになる。

## 詳細
| 名称         | 期間               | 非課税期間 | 概要 |
| ------------ | ------------------ | ---------- | --- |
| 新NISA       | 2024年 ～ (恒久化) | 無期限     | 一部を除く上場株式等を購入できる成長投資枠とつみたて投資に向いているものとして選定された投資信託のみを受入可能なつみたて投資枠の併用 年間投資枠360万円（成長投資枠：240万円とつみたて投資枠：120万円の合算）、非課税保有限度額：1,800万円分 |
| 一般NISA     | 2014年 ～ 2023年   | 5年        | 一般の株式や投資信託向け（年120万円） |
| つみたてNISA | 2018年 ～ 2042年   | 20年       | 投資信託による積み立て（年40万円） |
| ジュニアNISA | 2016年 ～ 2023年   | 5年        | 19歳以下の子供を持つ親向け（年80万円） |

### 新NISA
2024年投資分より、これまでの一般NISAとつみたてNISAを一本化した上で、非課税期間を恒久化し、保有限度額を拡大する新制度である。成長投資枠とつみたて投資枠の2つからなり、年間最大360万円（成長投資枠：年間240万円、つみたて投資枠：年間120万円）、保有上限1,800万円分を非課税で投資が可能である（いずれも簿価ベース）。

#### 変更点
一般NISA・つみたてNISAからの主な変更点は以下の通り。
1. 非課税保有期間の無期限化[28]
2. 口座開設期間の恒久化[28]
3. つみたて投資枠と成長投資枠の併用を可能に[28]
4. 年間投資枠の拡大[28]
5. 非課税保有限度額の設定（最大1,800万円）[28]
6. 受入可能商品の見直し[26]

#### 詳説
1．非課税保有期間の無期限化
2023年まで一般NISAでは5年間（ただし別途X年に非課税管理勘定で投資した上場株式等をX+5年の非課税管理勘定にロールオーバーすれば非課税期間を延長可能であった）、つみたてNISAでは20年間を上限とする保有期間が無期限化された。無期限化に伴い、従来、一般NISA口座内で行われていたロールオーバーは不要となった。
2．口座開設期間の恒久化
2023年まで、非課税口座の開設及び非課税管理勘定での投資は一般NISAが2028年まで、つみたてNISAが2042年までとされていたものが、恒久化された。
3．成長投資枠とつみたて投資枠の併用を可能に
当初、2024年以降一般NISAで、上場株式等（租税特別措置法第37条の14第1項第1号に規定する上場株式等）を定時定額ではない方法で買い付けようとする場合やつみたてNISA対象商品以外の商品を一般NISAで買い付けようとする場合、原則として当該非課税管理勘定内に設けられた累積投資勘定にて、つみたて投資を行うことを義務付ける予定であった。また、つみたてNISAで投資を行う場合、定時定額によらない方法で上場株式等を非課税で買い付けることはできなかった。これについて新NISAでは、同一の金融機関において成長投資枠とつみたて投資枠を併用可能とし、従来つみたてNISAで投資してきた者が定時定額によらない方法での買付けや、つみたてNISA対象商品以外の上場株式等も非課税での購入が可能となった。またこれと同時に、成長投資枠とつみたて投資枠のいずれか片方のみでの投資を行うことも可能としたことで、前述した当初計画されていた一般NISA利用者に対する制限（2024年開始予定であった）が撤廃され、従来どおりつみたて投資を行うことなく、非課税の恩恵を受けることが可能となった。
4．年間投資枠の拡大
これまで一般NISAでは120万円、つみたてNISAでは40万円が上限とされていた年間投資枠の上限が、成長投資枠240万円、つみたて投資枠120万円に緩和された。
5．非課税保有限度額の設定（最大1,800万円）
制度が恒久化されたことに伴い、新たに1人につき1,800万円（うち成長投資枠1,200万円）の非課税保有限度額が設定された。なお、保有している商品の簿価（買付時の価額）の総額が1,800万円に達した場合でも、保有商品の一部を売却した場合、売却した商品の簿価相当額分については翌年以降再投資が可能となる。
なお、非課税保有限度額及び年間投資枠に上限を設けた趣旨は、資産を多く持つ富裕層に恩恵が偏らないようにすることが狙いであるとされる。
6．受入可能商品の見直し
これまで一般NISA口座の非課税管理勘定に受入可能であった整理銘柄・監理銘柄、信託期間20年未満、高レバレッジ型又は毎月分配型の投資信託等は、非課税管理勘定への受入れは不可能となる。なお、2025年の制度改正の方針として、資産形成を終えた高齢者が運用しながら取り崩すニーズに応えるため、プラチナNISAとして高齢者に対し一回のみのスイッチング及び毎月分配型投資信託を対象にする制度の検討が行われている。

### 2023年までの旧制度

#### 一般NISA
この非課税口座を金融機関において通常の取引口座とは別に開設し、該当口座で上場株式や投資信託を売買すると、この口座で得た所得に対して非課税税制が適用された。2023年投資分をもって、制度が終了している。
ただし利用者1人につき1口座のみ開設可能。すなわち口座開設時に他の金融機関において同制度を対象とした口座（一般NISA口座）が開設されていないことが必要。
非課税に関する具体的な条件や内容は次のとおり。
- 資格者：非課税口座を開設する年の1月1日において20歳以上の日本国内居住者。
- 非課税対象：非課税口座で購入した上場株式や投資信託の、配当所得・譲渡所得の金額分。
- 非課税期間：最長5年間[註釈 2]。
- 非課税投資枠上限：毎年120万円[註釈 6]、最大600万円。

一般NISA口座を開設し、取引する場合は以下の点に留意する必要がある。
- 銀行では株式が取り扱えないため、株式取引を行いたい場合は証券会社で口座を開設する必要がある。
- 途中売却自由であるが、年度の途中で株式や投資信託を売却した場合、その分の非課税枠の再利用はできないこと。
- 一般の特定口座からNISAへの株式、投資信託の移動はできないこと。（その逆は可能である）
- 株式の配当金に対する非課税措置を受けるためには、配当金の受け取り方法に株式数比例配分方式（証券会社で配当金を受け取る）を選択する必要がある[36]。
- 年間の非課税投資額の上限が120万円であること。
- ロールオーバーによって非課税期間が最長10年間にできる。

なお、口座開設期間は2014年（平成26年）から2023年（令和5年）の10年間とされており、人生設計を考えた長期の積み立てにはやや短い。その為、一生使える制度にする為にも、日本証券業協会からは制度の恒久化を求める声が上がっていた。
その他、開始後から2014年（平成26年）6月までに報じられていた事項については以下のとおり。
- 非課税枠を200万円に拡大を検討（経済財政再生相・甘利明の表明）[38]
- 投資総額は、2014年3月末時点で1兆34億円。利用者の64.9%が60歳以上に偏り、20歳代・30歳代の利用が少ない（2.0%・6.5%）[39]

#### つみたてNISA

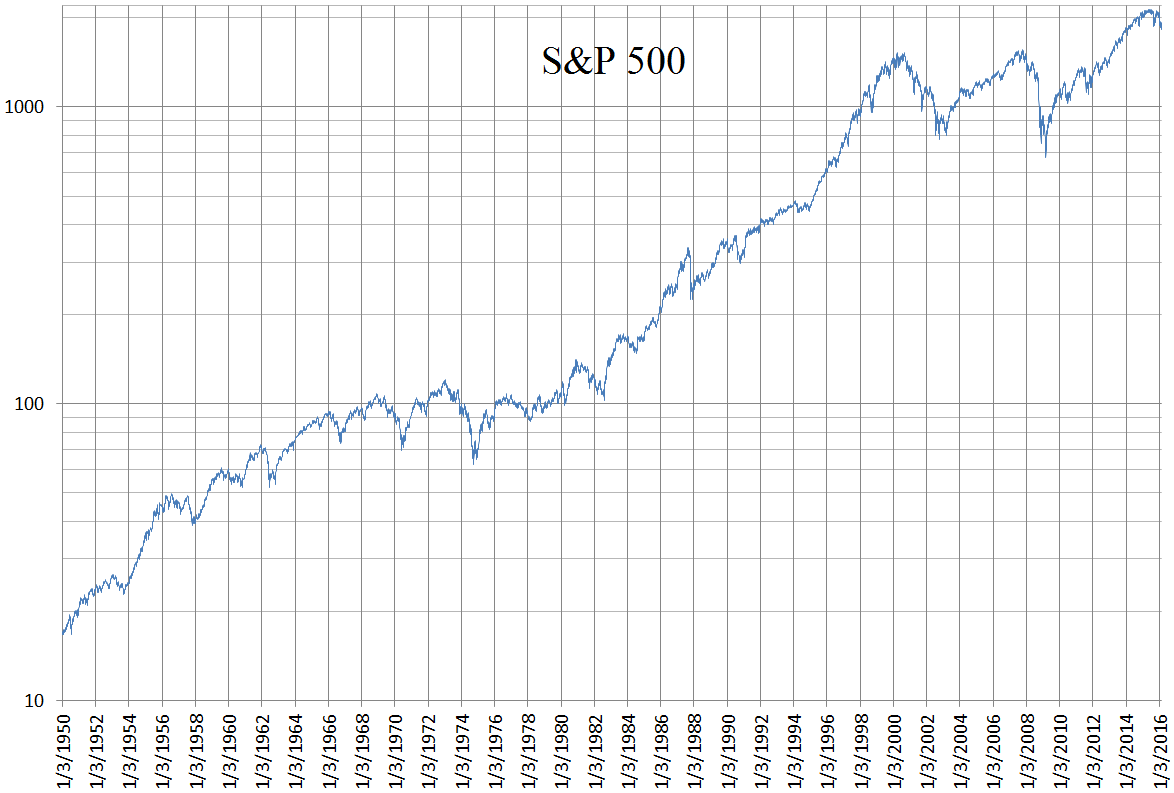
S&P500種指数の価格推移。1950年-2016年（現行の算出開始は1957年）。

2018年（平成30年）1月1日から、年間40万円の積立投資信託を20年間非課税にする「つみたてNISA」が開始された。正式名称は「非課税累積投資契約に係る少額投資非課税制度」。投資可能期間は2042年までの25年間。つみたてNISAは一般NISAや新NISAとの併用は不可である。
法的には租税特別措置法第37条の14第5項第4号に定める「非課税累積投資契約」であり、投資対象商品は租税特別措置法第37条の14第5項第4号によって委任される租税特別措置法施行令第25条の13第15項の規定に基づいて内閣総理大臣が告示する「租税特別措置法施行令第二十五条の十三第十五項の規定に基づき内閣総理大臣が財務大臣と協議して定める要件等を定める件」（平成29年内閣府告示第540号）において定められた要件を満たす投資信託等に投資することができる。
つみたてNISA取り扱い金融機関は2022年4月時点で597社、業態は証券会社、銀行、信託銀行、信用金庫、信用組合、投信会社、農業協同組合、労働金庫、保険会社と多様に参加している。商品は金融機関が自社顧客向けに調整し、ネット証券など一部の金融機関は網羅的に百本以上の商品を取りそろえ、銀行やその他の金融機関はおおむね十本前後の商品を選定している。
日本における非課税の積立投資は、金融庁が取り組んでいるつみたてNISAとの二本立てで、厚生労働省年金局が所管する国民年金基金連合会が「iDeCo」（個人型確定拠出年金）を実施している。商品数はiDeCoよりつみたてNISAのほうが上回るが、iDeCoはつみたてNISAでは採用されていないナスダック100指数に連動するインデックスファンドが採用され、一部金融機関で購入できる。

#### ジュニアNISA
2016年～2023年までの制度として、0歳から19歳の未成年者専用のジュニアNISA（主に親が子供名義で大学入学費を作ることを想定）の創設（一人当たり年80万円が限度。3月31日時点で18歳である年の前年の12月31日までは引き出し制限あり）。2024年以降は延長せずに廃止。
2025年4月現在、資産運用立国議員連盟の提言を受け、金融庁が口座を開ける対象を未成年にも広げる税制改正要望を出すことを視野に入れる。若年層の金融リテラシーを向上させる取り組みも促進する狙いがある。

## 課税口座や旧制度との比較
NISA制度口座は利益が出てる際には売却益が非課税という大きなメリットがあるが、通常の証券口座(一般口座・特定口座)と比較すると損切り実行時のみ劣る点がある。他にも、新制度では改善された旧制度の不満点として、主に以下の意見がある。

### 新制度・旧制度に共通の特徴
- 損切り確定時: NISA口座で取得した金融商品の損切りを行い、投資で損失を確定した際には、特定口座あるいは一般口座とは異なり、確定申告において利益との損益通算が出来ないと定められている。更に、まだ損益分のマイナスが残っている場合は、それを3年間のマイナス損益を繰り越し税控除を受けられる「上場株式等に係る譲渡損失の損益通算及び繰越控除」制度が、NISA口座では不可能である[46][20]。そのため、NISA口座で損切りが必要となるような金融商品に投資してしまった場合、通常の課税口座（特定口座・一般口座）で同様の損失を出したときと比べて、控除を受けられない分だけ実質的な増税となる可能性がある。以下にその比較を示す（ここでは、特定口座と一般口座をまとめて「課税口座」と記載する）。

|                    | 課税口座の利益確定                        | 課税口座の損失確定                                                                                                  |
| ------------------ | ----------------------------------------- | --- |
| NISA口座の利益確定 | 減税 （NISA口座利益分）                   | 条件付き減税 （NISA口座の利益が課税口座の損失を上回った場合に限る）                                                 |
| NISA口座の損失確定 | 増税 （NISA口座は損益通算の対象外による） | 条件付き増税 （当該年の課税口座の損失と翌年以降3年間の課税口座の利益を3年間繰越控除により相殺しきれない場合に限る） |

### 旧制度（～2023年）にのみ関係する不満点・批判
- 一般NISA制度そのものの継続期間が、2014年（平成26年）から2023年（令和5年）までの10年間であるのに対し、1つのNISA口座の非課税期間が「5年間であること」が分かりにくい[註釈 9][47]。
- 制度の推進を図る、金融庁や日本証券業協会などは「家計の安定的な資産形成の支援と経済成長に必要な成長資金の供給拡大を図る」として、長期投資を推進すると言うものの、非課税対象期限があることで5年以内に売却しなければ、非課税のメリットを受けられない現行制度では、長期投資に繋がらない[47][註釈 2]。
- 高齢者に偏っている個人投資家の裾野を、若年層や初心者にも広げて株式市場を活性化するとともに、若者の長期の資産形成を後押しすることも制度目的の一つとされていた[48]。しかし、制度導入後、NISA口座開設者の大半が高齢者であった。投資未経験者の開設に至っては、全体の1割しかなく、制度の目的と実態が乖離しているとの批判があった[註釈 10][50]。
- NISA口座で購入した金融商品の価値が、非課税期間の終了時点で下落していた場合、損切りをしたくなければ、一般口座や特定口座に移すことになる。その後、その商品の価値が少し回復した場合、当初取得時と比べて価値が低く、損失が出ていた場合であっても課税がされる[46][註釈 11]。

## 広報キャラクター
金融庁・NISA推進・連絡協議会は「つみたてワニーサ」という右を向いた右肩上がりのグラフをしっぽにかたどったワニのキャラクターを採用している。2018年に343件の応募の中から選ばれた(製作者 川村貞知／岡田樹／かとーゆーこ)。

### 註釈
1. ↑  当初「日本版ISA」と呼ばれていた本制度につき、金融界に設けられた選定会議が愛称を公募し、選定[10]。同委員会では「JISA」や「株式マル優」という愛称候補も有力であったが、同委員会委員であった黒木瞳が言葉の響きや親しみやすさからNISAを推したことを受け、NISAという愛称に決まったとされる[10]。
2. 1 2 3  ただし「ロールオーバー」によって非課税期間をさらに5年延長することができる[27]。
3. ↑  つみたて投資枠には内数は設定されておらず、仮に成長投資枠を使用しない場合は、1,800万円分をつみたて投資枠だけで使い切ることも可能である[26]。
4. ↑  例えば、既にNISAで1,800万円投資している状況で、100万円で購入し200万円に値上がりした株式を売却した場合、100万円分の枠が翌年以降の非課税保有限度額となる[26][30]。値下がり時（例えば50万円に値下がりした場合）も同様に簿価相当額の100万円分の枠が翌年以降の非課税保有限度額となる[26]。
5. ↑  ただし2020年～2023年までにNISA口座で投資した株式等については、それぞれ買付けから5年目の年末まで引き続き非課税で保有することが可能である[33]。
6. ↑  2016年以降に上限が上がった。
7. ↑   件名 課税口座に受け入れることができる上場株式等の範囲に関する基準
8. ↑  ナスダック100指数はS&P500種指数より上昇と下落が大きいが、積立投資はリスクを軽減する効果がある[42]。
9. ↑  当初、非課税期間は制度の継続期間と同じ10年間とされていた[47]。しかしながら、この場合、非課税枠の総額は100万円×10年＝1000万円となったため、これを「金持ち優遇」と批判する動きがあった。この批判への落としどころとして、総額を当初の半値である500万円とすることとなった[47]。結果として、100万円の非課税枠の期間を5年間としたが、制度そのものの継続期間は10年間で維持されたため、このようにわかりにくい制度となったことが指摘されている[47]。
10. ↑  東京証券取引所などが2016年6月20日には、2015年度の個人株主の増加数が362万人とデータが有る1967年以来で最大だったと発表しているが、日本経済新聞では、この増加の主要因として、日本郵政グループの日本郵政、ゆうちょ銀行及びかんぽ生命が上場したことに加え、NISAの普及による個人投資家の増加があると指摘しており、現実に個人投資家の裾野拡大に、NISA制度も一定程度影響しているという実態がある。[49]
11. ↑  例として、取得時に100万円で購入した株の価値がNISA口座の満了時に50万円に値下がりしていたとする。その後、その株の価値が60万円に回復した場合、実際は100万円－60万円＝40万円の損失が出ているにもかかわらず、所得税法及びNISA制度上は、60万-50万＝10万円の利益が出ていると見なされ、その「利益」に課税がされてしまう、などということがある。[46]